# WDR 4
WDR 4 – niemiecka stacja radiowa należąca do Westdeutscher Rundfunk (WDR), publicznego nadawcy radiowo-telewizyjnego działającego w kraju związkowym Nadrenia Północna-Westfalia. 

## Charakterystyka
Stacja działa od 1 stycznia 1984 roku i jest generalnie adresowana do starszych słuchaczy. W ciągu dnia jej oferta muzyczna składa się ze światowych złotych przebojów, a także piosenek w języku niemieckim, również tych nowszych. Wieczorami kanał nadaje autorskie audycje muzyczne, gdzie prezentowane jest szersze spektrum gatunków, m.in. jazz, muzyka ludowa, operetka czy muzyka poważna. W nocy emituje wspólne dla rozgłośni ARD z różnych części Niemiec pasmo ARD Hitnacht. 
Od 2013 główne studio emisyjne rozgłośni zlokalizowane jest w Dortmundzie, pomocniczo wykorzystywane jest też studio w centrali WDR w Kolonii. Wybrane serwisy pogodowe nadawane są równocześnie z sześciu różnych miast Nadrenii Północnej-Westfalii, z zastosowaniem rozszczepienia sygnału.

## Dostępność
W swoim macierzystym kraju związkowym stacja dostępna jest w analogowym i cyfrowym przekazie naziemnym oraz w sieciach kablowych. Ponadto można jej słuchać przez Internet oraz w niekodowanym przekazie z satelity Astra 1M.